# FC Granges
Maillots
Le FC Granges 15 est un club de football de la ville de Granges, dans le canton de Soleure, en Suisse. La ville de Granges se trouvant en Suisse allemande, le club se nomme officiellement FC Grenchen. La ville compte environ 17 000 habitants.
Le club remporte la Coupe de Suisse en 1959 grâce à sa victoire 1-0 contre le Servette FC à Berne.
Il évolue en 2e ligue interregionale depuis 2015.
Il joue ses matchs à domicile au stade du Brühl.

## Histoire
Le club est fondé en 1906.
En 2015, le club fusionne avec le FC Wacker Granges fondé en 1917, et se renomme FC Granges 15 (FC Grenchen 15 en allemand).

## Palmarès

### Coupe de Suisse
1 victoire :
- 1959

3  finales perdues :
- 1940, 1948 et 1960

### Coupe horlogère
7 victoires :
- 1962, 1971, 1981, 1982, 1985, 1996 et 1999

## Parcours
- 1924 - 1931 : LNA
- 1937 - 1951 : LNA
- 1951 - 1952 : LNB
- 1952 - 1956 : LNA
- 1956 - 1957 : LNB
- 1957 - 1968 : LNA
- 1968 - 1971 : LNB
- 1971 - 1973 : LNA
- 1973 - 1985 : LNB
- 1985 - 1986 : LNA
- 1986 - 1995 : LNB
- 1995 - 2015 : 1re ligue
- 2015 - 2016 : 2e ligue interregionale
- Depuis 2016 : 2e ligue regionale

## Joueurs célèbres
- Erwin Ballabio (1936–1956)
- Fritz Sidler (1950–1963), Coupe de la Suisse 1959.
- Karl Decker (entraîneur-joueur, 1956-58), promotion 1957
- Otto Pfister (1960–1961)
- Klaus Stürmer (1967-69), Ex-Hamburger SV,
- Stephan Beckenbauer (1991–1992), fils de Franz Beckenbauer
- Włodzimierz Ciołek (1987-90), troisieme de la Coupe du monde
- Josef Courtat
- Albert Guerne
- Marcel Mauron
- Fritz Morf

## Entraîneurs célèbres
- Franz Linken (1958–1965)
- Zlatko "Czik" Čajkovski (1980)
- Hubert Kostka (1989-93)